# قرق (شيروان)
قرق (بالفارسية: قرق) هي مستوطنة تقع في إيران في قسم شیروان الريفي. يقدر عدد سكانها بـ 287 نسمة .